# 중현대부
중현대부(中顯大夫)는 고려 시대의 종3품의 하계(下階)의 관직명이다. 1308년에 시행했다. 

## 개요
1298년(충렬왕 24) 종3품을 통의대부(通議大夫)라 하던 것을 상 ·하로 나누어 종3품 하(下)를 이 이름으로 정하고, 1356년(공민왕 5) 이를 중대부(中大夫)로, 1362년(공민왕 11) 다시 중현대부로 하였다가 1369년(공민왕 18) 중정대부(中正大夫)로 개칭하였다. 

## 참고 문헌
- 『고려사(高麗史)』